# Ражадель
Ражаде́ль (кат. Rajadell) - муніципалітет, розташований в Автономній області Каталонія, в Іспанії. Код муніципалітету за номенклатурою Інституту статистики Каталонії - 81786. Знаходиться у районі (кумарці) Бажас (коди району - 07 та BG) провінції Барселона, згідно з новою адміністративною реформою перебуватиме у складі Баґарії (округи) Центральна Каталонія. 

## Населення
Населення міста (у 2007 р.) становить 470 осіб (з них менше 14 років - 13%, від 15 до 64 - 68,1%, понад 65 років - 18,9%). У 2006 р. народжуваність склала 8 осіб, смертність - 3 особи, зареєстровано 4 шлюби. У 2001 р. активне населення становило 210 осіб, з них безробітних - 6 осіб.

Серед осіб, які проживали на території міста у 2001 р., 331 народилися в Каталонії (з них 214 осіб у тому самому районі, або кумарці), 57 осіб приїхало з інших областей Іспанії, а 1 особа приїхала з-за кордону. 

Університетську освіту має 13% усього населення. 

У 2001 р. нараховувалося 141 домогосподарство (з них 26,2% складалися з однієї особи, 22,7% з двох осіб,19,9% з 3 осіб, 19,1% з 4 осіб, 5,7% з 5 осіб, 5,7% з 6 осіб, 0% з 7 осіб, 0,7% з 8 осіб і 0% з 9 і більше осіб).

Активне населення міста у 2001 р. працювало у таких сферах діяльності : у сільському господарстві - 10,8%, у промисловості - 30,4%, на будівництві - 8,8% і у сфері обслуговування - 50%. 

 У муніципалітеті або у власному районі (кумарці) працює 110 осіб, поза районом - 132 особи.

### Безробіття
У 2007 р. нараховувалося 10 безробітних (у 2006 р. - 9 безробітних), з них чоловіки становили 20%, а жінки - 80%.

## Економіка

### Підприємства міста

#### Промислові підприємства
| \| Промислові підприємства міста, за сферою діяльності \| Промислові підприємства міста, за сферою діяльності \| Промислові підприємства міста, за сферою діяльності \| \| Рік \| 2002 р. \| 2001 р. \| \| --------------------------------------------------- \| --------------------------------------------------- \| --------------------------------------------------- \| \| Енергетичні та водні ресурси \| 33,3% \| 0% \| \| Хімія та метали \| 0% \| 0% \| \| Переробка металів \| 0% \| 0% \| \| Продукти харчування \| 16,7% \| 25% \| \| Текстиль \| 33,3% \| 50% \| \| Виробництво меблів, видання \| 16,7% \| 25% \| \| Інше \| 0% \| 0% \| \| Усього підприємств \| 6 \| 4 \| |         |         |
| Промислові підприємства міста, за сферою діяльності |         |         |
| Рік | 2002 р. | 2001 р. |
| Енергетичні та водні ресурси | 33,3%   | 0%      |
| Хімія та метали | 0%      | 0%      |
| Переробка металів | 0%      | 0%      |
| Продукти харчування | 16,7%   | 25%     |
| Текстиль | 33,3%   | 50%     |
| Виробництво меблів, видання | 16,7%   | 25%     |
| Інше | 0%      | 0%      |
| Усього підприємств | 6       | 4       |

#### Роздрібна торгівля
| \| Підприємства роздрібної торгівлі міста, за сферою діяльності \| Підприємства роздрібної торгівлі міста, за сферою діяльності \| Підприємства роздрібної торгівлі міста, за сферою діяльності \| \| Рік \| 2002 р. \| 2001 р. \| \| ------------------------------------------------------------ \| ------------------------------------------------------------ \| ------------------------------------------------------------ \| \| Продукти харчування \| 0% \| 0% \| \| Одяг та взуття \| 0% \| 0% \| \| Товари для дому \| 0% \| 0% \| \| Книги та періодичні видання \| 0% \| 0% \| \| Промислова хімічна продукція \| 16,7% \| 33,3% \| \| Продукція, пов'язана з транспортними засобами \| 50% \| 33,3% \| \| Інше \| 33,3% \| 33,3% \| \| Усього підприємств \| 6 \| 3 \| |         |         |
| Підприємства роздрібної торгівлі міста, за сферою діяльності |         |         |
| Рік | 2002 р. | 2001 р. |
| Продукти харчування | 0%      | 0%      |
| Одяг та взуття | 0%      | 0%      |
| Товари для дому | 0%      | 0%      |
| Книги та періодичні видання | 0%      | 0%      |
| Промислова хімічна продукція | 16,7%   | 33,3%   |
| Продукція, пов'язана з транспортними засобами | 50%     | 33,3%   |
| Інше | 33,3%   | 33,3%   |
| Усього підприємств | 6       | 3       |

#### Сфера послуг
| \| Підприємства міста, що працюють у сфері послуг, за діяльністю \| Підприємства міста, що працюють у сфері послуг, за діяльністю \| Підприємства міста, що працюють у сфері послуг, за діяльністю \| \| Рік \| 2002 р. \| 2001 р. \| \| ------------------------------------------------------------- \| ------------------------------------------------------------- \| ------------------------------------------------------------- \| \| Гуртова торгівля \| 28,1% \| 20% \| \| Готелі та готельний бізнес \| 21,9% \| 35% \| \| Транспорт та зв'язок \| 0% \| 0% \| \| Посередницькі фінансові послуги \| 0% \| 0% \| \| Послуги підприємствам \| 3,1% \| 5% \| \| Послуги фізичним особам \| 9,4% \| 10% \| \| Нерухомість та ін. \| 37,5% \| 30% \| \| Усього підприємств \| 32 \| 20 \| |         |         |
| Підприємства міста, що працюють у сфері послуг, за діяльністю |         |         |
| Рік | 2002 р. | 2001 р. |
| Гуртова торгівля | 28,1%   | 20%     |
| Готелі та готельний бізнес | 21,9%   | 35%     |
| Транспорт та зв'язок | 0%      | 0%      |
| Посередницькі фінансові послуги | 0%      | 0%      |
| Послуги підприємствам | 3,1%    | 5%      |
| Послуги фізичним особам | 9,4%    | 10%     |
| Нерухомість та ін. | 37,5%   | 30%     |
| Усього підприємств | 32      | 20      |

## Житловий фонд
У 2001 р. 7,1% усіх родин (домогосподарств) мали житло метражем до 59 м2, 12,8% - від 60 до 89 м2, 39,7% - від 90 до 119 м2 і
40,4% - понад 120 м2.

З усіх будівель у 2001 р. 61,1% було одноповерховими, 34% - двоповерховими, 4,9
% - триповерховими, 0% - чотириповерховими, 0% - п'ятиповерховими, 0% - шестиповерховими,
0% - семиповерховими, 0% - з вісьмома та більше поверхами.

## Автопарк
| \| Автомобілі, зареєстровані у місті, за призначенням \| Автомобілі, зареєстровані у місті, за призначенням \| Автомобілі, зареєстровані у місті, за призначенням \| \| Рік \| 2006 р. \| 2005 р. \| \| -------------------------------------------------- \| -------------------------------------------------- \| -------------------------------------------------- \| \| Приватні автомобілі \| 67,2% \| 76,9% \| \| Мотоцикли \| 0,5% \| 0,4% \| \| Вантажівки \| 29,1% \| 20,8% \| \| Трактори \| 0,3% \| 0,3% \| \| Автобуси та ін. \| 2,8% \| 1,7% \| \| Усього автомобілів \| 40.716 шт. \| 41.854 шт. \| |            |            |
| Автомобілі, зареєстровані у місті, за призначенням |            |            |
| Рік | 2006 р.    | 2005 р.    |
| Приватні автомобілі | 67,2%      | 76,9%      |
| Мотоцикли | 0,5%       | 0,4%       |
| Вантажівки | 29,1%      | 20,8%      |
| Трактори | 0,3%       | 0,3%       |
| Автобуси та ін. | 2,8%       | 1,7%       |
| Усього автомобілів | 40.716 шт. | 41.854 шт. |

## Вживання каталанської мови
У 2001 р. каталанську мову у місті розуміли 99,2% усього населення (у 1996 р. - 99,4%), вміли говорити нею 92,7% (у 1996 р. - 
89,8%), вміли читати 91,4% (у 1996 р. - 86,7%), вміли писати 70,9
% (у 1996 р. - 50,6%). Не розуміли каталанської мови 0,8%.

## Політичні уподобання
У виборах до Парламенту Каталонії у 2006 р. взяло участь 234 особи (у 2003 р. - 290 осіб). Голоси за політичні сили розподілилися таким чином:
| \| Вибори до Парламенту Каталонії \| Вибори до Парламенту Каталонії \| Вибори до Парламенту Каталонії \| \| Рік \| 2006 р. \| 2003 р. \| \| -------------------------------------- \| ------------------------------ \| ------------------------------ \| \| Конвергенція та Єднання (CiU) \| 46,2% \| 42,8% \| \| Соціалістична партія Каталонії (PSC) \| 12,8% \| 13,4% \| \| Народна партія (PP) \| 9% \| 9,3% \| \| Ініціатива за зелену Каталонію (IC) \| 10,7% \| 11,4% \| \| Республіканська лівиця Каталонії (ERC) \| 17,9% \| 22,8% \| \| Громадянська партія (C's) \| 1,3% \| 0% \| \| Інші \| 2,1% \| 0,3% \| |         |         |
| Вибори до Парламенту Каталонії |         |         |
| Рік | 2006 р. | 2003 р. |
| Конвергенція та Єднання (CiU) | 46,2%   | 42,8%   |
| Соціалістична партія Каталонії (PSC) | 12,8%   | 13,4%   |
| Народна партія (PP) | 9%      | 9,3%    |
| Ініціатива за зелену Каталонію (IC) | 10,7%   | 11,4%   |
| Республіканська лівиця Каталонії (ERC) | 17,9%   | 22,8%   |
| Громадянська партія (C's) | 1,3%    | 0%      |
| Інші | 2,1%    | 0,3%    |

У муніципальних виборах у 2007 р. взяло участь 277 осіб (у 2003 р. - 345 осіб). Голоси за політичні сили розподілилися таким чином:
| \| Муніципальні вибори \| Муніципальні вибори \| Муніципальні вибори \| \| Рік \| 2007 р. \| 2003 р. \| \| -------------------------------------- \| ------------------- \| ------------------- \| \| Конвергенція та Єднання (CiU) \| 56,3% \| 56,8% \| \| Соціалістична партія Каталонії (PSC) \| 10,5% \| 15,9% \| \| Народна партія (PP) \| 2,5% \| 0,9% \| \| Ініціатива за зелену Каталонію (IC) \| 13,4% \| 26,4% \| \| Республіканська лівиця Каталонії (ERC) \| 17,3% \| 0% \| \| Громадянська партія (C's) \| 0% \| 0% \| \| Інші \| 0% \| 0% \| |         |         |
| Муніципальні вибори |         |         |
| Рік | 2007 р. | 2003 р. |
| Конвергенція та Єднання (CiU) | 56,3%   | 56,8%   |
| Соціалістична партія Каталонії (PSC) | 10,5%   | 15,9%   |
| Народна партія (PP) | 2,5%    | 0,9%    |
| Ініціатива за зелену Каталонію (IC) | 13,4%   | 26,4%   |
| Республіканська лівиця Каталонії (ERC) | 17,3%   | 0%      |
| Громадянська партія (C's) | 0%      | 0%      |
| Інші | 0%      | 0%      |